# USS Indianapolis (CA-35)
USS Indianapolis foi um cruzador pesado operado pela Marinha dos Estados Unidos e a segunda e última embarcação da Classe Portland, depois do USS Portland.
O navio teve importante participação na Segunda Guerra Mundial, tendo sido afundado pelo submarino japonês I-58, em 30 de julho de 1945, na posição 12° 2' N 134° 48' E, em apenas doze minutos, após ser torpedeado. Dos 1 196 tripulantes, sobreviveram 316.
Esse navio havia participado, dias antes de sua perda, da missão ultra secreta de enviar às Ilhas Marianas, o núcleo de urânio e outros componentes da bomba que seria lançada sobre Hiroshima, uma semana depois. Após descarregar os componentes da bomba, partiu para se juntar ao USS Idaho, para a prática de tiro antes de tomarem o rumo para Okinawa, a fim de se prepararem para a esperada invasão do Japão. No meio do caminho entre as Filipinas e Guam, foi, então torpedeado.

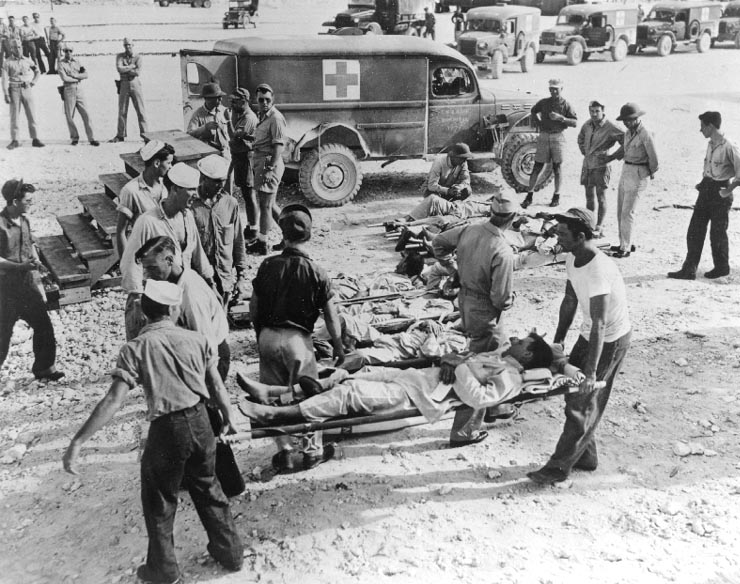
"Sobreviventes do USS Indianapolis na Ilha de Guam, agosto de 1945"

Após o navio afundar, a tripulação remanescente de 880 marinheiros enfrentou a desidratação e os ataques de tubarões enquanto esperavam o resgate flutuando em poucos botes ou com coletes salva-vidas, quase sem comida ou água. Os ataques de tubarões começaram com o nascer do sol do primeiro dia e continuou até que os homens fossem fisicamente removidos da água, cerca de cinco dias depois. Foi considerado o maior ataque de tubarão de todos os tempos, vitimando cerca de 150 pessoas. A Marinha só soube do naufrágio quando os sobreviventes foram localizados quatro dias depois pela tripulação de um avião de patrulha em um voo de rotina. Apenas 316 marinheiros sobreviveram. O USS Indianapolis foi um dos últimos navios da Marinha dos Estados Unidos afundado por ação do inimigo na Segunda Guerra Mundial.
A localização dos destroços permaneceu desconhecida durante 72 anos. A 18 de agosto de 2017, uma equipa de busca civil liderada pelo co-fundador da Microsoft, Paul Allen, com o auxílio do navio de pesquisa RV Petrel, localizou os destroços no Oceano Pacífico, a cinco quilómetros e meio de profundidade. Um dos fatores mais importantes para a descoberta dos destroços do USS Indianapolis surgiu em 2016. De acordo com a Marinha norte-americana, o historiador Richard Hulver realizou buscas no local que se pensava ser a zona do naufrágio do qual acabaram por conduzir ao local exato do acidente.

## Filme
Em 2016, a história real virou filme com título em inglês USS Indianapolis: Men of Courage, protagonizado por Nicolas Cage. O longa é dirigido pelo cineasta mexicano Mario Van Peebles. O elenco da produção ainda conta com os atores Tom Sizemore e Thomas Jane.
O incidente também é citado no filme Tubarão, de 1975, onde um dos protagonistas, Quint, relembra o naufrágio e os tubarões atacarem os sobreviventes.